# Gepus labeosus
Gepus labeosus är en insektsart som beskrevs av Hölzel 1983. Gepus labeosus ingår i släktet Gepus och familjen myrlejonsländor. Inga underarter finns listade i Catalogue of Life.